# Hymne des Brigades Internationales
L'Hymne des Brigades Internationales ou País lejano est une chanson composée en 1936 par le poète allemand Erich Weinert, et Ernst Busch, sur la musique de l'« Hymne à Luis Carlos Prestes » de Carlos Palacio, Rafael Espinosa et Armand Guerra.
L'hymne, d'abord intitulé Caballero de la Esperanza, était consacré au secrétaire général du Parti communiste brésilien, Luis Carlos Prestes, mais a été adopté par les Brigades Internationales comme chanson officielle,,.
La partition originale se trouve à l'Institut Valencià de la Musique par donation des héritiers de Carlos Palacio.

## Paroles
País lejano nos ha visto nacer. 

De odio, llena el alma hemos traído, 

más la Patria, no la hemos aún perdido, 

nuestra Patria esta hoy ante Madrid. 

(bis, 2 derniers vers)

Camaradas, cubrid los parapetos, 

que la vida no es vida sin la paz. 

Defended con el pecho a vuestros hijos, 

os ayuda la solidaridad. 

(bis, 2 derniers vers)

Libre, España, de castas opresoras, 

nuevo ritmo el alma batirá, 

morirán los fascismos sangrientos, 

en España habrá ya felicidad. 

(bis, 2 derniers vers)

Generales traidores a su Patria, 

del Fascismo quieren saciar la sed. 

Más los pueblos del mundo defendemos 

lo que España jamás ha de perder. 

(bis, 2 derniers vers)